# Estação Bulhvar Admirala Uchakova
Bulhvar Admirala Uchakova (em russo:  Бульвар Адмирала Ушакова) é uma das estações da linha Butovskaia (Linha 12) do Metro de Moscovo, na Rússia. A estação «Bulhvar Admirala Uchakova» está localizada entre as estações «Ulitsa Gortchakova» e «Ulitsa Skobelievskaia».